# گئورگی لیلیاک
گئورگی لیلیاک (رومانیایی: Gheorghe Liliac؛ زادهٔ ۲۲ آوریل ۱۹۵۹) یک بازیکن فوتبال، و دروازه‌بان اهل رومانی است.
از باشگاه‌هایی که در آن بازی کرده‌است می‌توان به باشگاه فوتبال استوا بخارست اشاره کرد.
وی همچنین در تیم ملی فوتبال رومانی بازی کرده‌است.